# لیدی مارگارت بوفرت
لیدی مارگارت بوفرت (انگلیسی: Lady Margaret Beaufort؛ ‏ تلفظ نام‌خانوادگی: ‎/ˈboʊfərt/‎ BOH-fərt یا ‎/ˈbjuːfərt/‎ BEW-fərt؛ ‏ احتمالاً ۳۱ مه ۱۴۴۳ – ۲۹ ژوئن ۱۵۰۹) مادر هنری هفتم از دودمان تودور و یکی از چهره‌های شاخص جنگ رزها در اواخر سدهٔ پانزدهم میلادی بود.
او از نوادگان شاه ادوارد سوم بود که فکر مناقشه بر سر تاج و تخت انگلیس را در ذهن پسرش هنری تودور روشن کرد. او با سرمایه‌گذاری بر تحولات سیاسی آن دوره، فعالانه تلاش می‌کرد تا تاج و تخت سلطنت را برای پسرش به‌دست‌آورد. تلاش‌های او در نهایت به پیروزی قاطع هنری بر شاه ریچارد سوم در نبرد بازورث فیلد انجامید و بنابراین در سازماندهی امور در به قدرت رسیدن دودمان تودور نقش اساسی داشت. با تاج گذاری پسرش هنری هفتم، لیدی مارگارت درجه قابل توجهی از نفوذ سیاسی و استقلال شخصی را در اختیار داشت - که هر دو برای یک زن در آن دوران نامعمول بود. او همچنین در دوران سلطنت پسرش حامی، نیکوکار و خَیر فرهنگی بزرگی بود و دوران جدیدی از حمایت و بخشندگی (نسبت به هنرمندان و دانشمندان و غیره) را آغاز کرد.
او همچنین به واسطهٔ تأسیس دو کالج برجسته دانشگاه کمبریج، یعنی کالج مسیح و کالج سنت جان شهرت دارد که دومی پس از مرگش در سال ۱۵۱۱ تکمیل شد. دانشکدهٔ لیدی مارگارت هال که در سدهٔ نوزدهم میلادی ساخته شد، نخستین دانشکده‌ای در دانشگاه آکسفورد بود که زنان و دختران را به عنوان دانشجو پذیرش می‌کرد.

## بیشتر بخوانید
- Philippa Gregory; David Baldwin; Michael Jones (2011). The Women of the Cousins' War. London: Simon & Schuster.
- Amin, Nathen (2017). The House of Beaufort: The Bastard Line that Captured the Crown. Stroud: Amberley Publishing. ISBN 9781445647654.
- Seward, Desmond (1995). The Wars of the Roses: And the Lives of Five Men and Women in the Fifteenth Century. Constable. ISBN 0-09-474100-X.